# HD 1502
HD 1502 — звезда в созвездии Рыб на расстоянии около 518,5 световых лет от нас. Вокруг звезды обращается, как минимум, одна планета.

## Характеристики
HD 1502 — звезда 8,52 звёздной величины; впервые в астрономической литературе упоминается в каталоге Генри Дрейпера, изданном в начале XX века. HD 1502 представляет собой оранжевый субгигант, превосходящий по массе и диаметру наше Солнце в 1,61 и 4,5 раз соответственно. Она значительно ярче и мощнее нашего дневного светила: её светимость составляет 11,6 солнечной. Возраст звезды оценивается приблизительно в 2,4 миллиарда лет.

## Планетная система
В 2011 году группой астрономов, работающих с данными, полученными в обсерватории Кека, было объявлено об открытии планеты HD 1502 b в системе. Это газовый гигант, втрое больше по массе, чем Юпитер. Он обращается на среднем расстоянии 1,31 а.е. от родительской звезды, совершая полный оборот за 432 суток. Открытие было совершено методом Доплера.